# 豐川線
豐川線（日语：／ Toyokawa sen */?）是連結日本國府站至豐川稻荷站的名古屋鐵道（名鐵）鐵路線。全線位於愛知縣豐川市内。
正式的起點是國府站、但列車運行時的旅客標示顯示豐川稻荷站至國府站向為下行列車、逆方向是上行。

## 路線資料
- 路線距離（營業距離）：7.2公里
- 軌距：1067毫米
- 站數：5個（包括起終點站）
- 複線路段：沒有（全線單線）
- 電氣化路段：全線（直流1500V）
- 閉塞方式：自動閉塞式
- 可交會車站：除諏訪町站外所有車站、信號場
- 最高速度：85公里/小時（國府站－八幡站間）
- 最小曲線半徑：200公尺（稻荷口站－豐川稻荷站間）
- 軌條：50kgPS、50kgN

## 車站列表
- 所有車站都位於愛知縣豐川市。
- 普通全站停車（表中省略）
- 停靠站以2011年12月17日為準。
- 快速特急、特急平日只限豐川稻荷站開各1班的列車各站停車，至名古屋本線東岡崎站的停車站全部視作特別停車[1]。

範例
停靠站 … ●：標準停靠站 △：特別停靠站 ｜：通過
軌道（全線單線） … ｜：不可交會 ∨、∧、◇：可交會車站、信号場
| 車站編號 | 中文站名       | 日文站名 | 英文站名 | 站間距離 | 營業距離 | 準急 | 急行 | 特急 | 快速特急 | 接續路線                        | 軌道 |
| -------- | -------------- | -------- | -------- | -------- | -------- | ---- | ---- | ---- | -------- | ------------------------------- | ---- |
| NH04     | 國府           |          |          | -        | 0.0      | ●    | ●    | △    | △        | 名古屋鐵道： 名古屋本線（直通） | ∨    |
| TK01     | 八幡           |          |          | 2.5      | 2.5      | ●    | ●    | △    | △        |                                 | ◇    |
|          | 諏訪新道信號場 |          | /        | -        | (3.8)    | ｜   | ｜   | ｜   | ｜       |                                 | ◇    |
| TK02     | 諏訪町         |          |          | 1.9      | 4.4      | ●    | ●    | △    | △        |                                 | ｜   |
| TK03     | 稻荷口         |          |          | 1.6      | 6.0      | ●    | ●    | △    | △        |                                 | ◇    |
| TK04     | 豐川稻荷       |          |          | 1.2      | 7.2      | ●    | ●    | △    | △        | 東海旅客鐵道： 飯田線（豐川）   | ∧    |

## 關連項目
- 日本鐵路線一覽